# Aminocukry
Aminocukry – pochodne cukrów, które zawierają jedną lub rzadziej kilka grup aminowych (–NH2) w miejscu występowania grupy hydroksylowej. Aminocukry występujące w przyrodzie, mogą mieć grupę aminową zarówno przy C2, jak i pozycjach 3, 4, 5 lub 6 cukru. Mogą łączyć się w poliaminocukry, czego przykładem jest chityna, której monomerem jest 2-deoksy-2-amino-D-glukopiranoza zwana też glukozaminą lub glukozoaminą.